# Böhmfeld
Böhmfeld er en kommune i Landkreis Eichstätt i Regierungsbezirk Oberbayern i den tyske delstat Bayern. Den er en del af Verwaltungsgemeinschaft Eitensheim.
Böhmfeld liggere i Region Ingolstadt.